# Raute (entreprise)
Pour les articles homonymes, voir Raute.
Raute Oyj est un fournisseur mondial d'équipements de fabrication de placages, de contreplaqués et de poutres basé à Lahti en Finlande.

## Présentation
Raute est le plus grand fournisseur mondial de contreplaqué et de placage depuis de nombreuses années et il le reste en 2019.
Les clients de Raute sont les industriels du contreplaqué, du placage et du Lamibois.

## Filiales
En 2018, les filiales de Raute sont : 
- Canada, région de Vancouver,
- Chine , région de Shanghai
- Pullman, Washington, États-Unis
- Russie à Saint-Pétersbourg
- Santiago du Chili
- Singapour.

## Actionnaires
Au 29 février 2020, les 10 plus grands actionnaires de Raute sont:
| #  | Actionnaire                  | Actions | %      |
| -- | ---------------------------- | ------- | ------ |
| 1  | Göran Wilhelm Sundholm (fi)  | 500 000 | 11,73% |
| 2  | Mandatum Life                | 138 302 | 3,24%  |
| 3  | Mikko Kalervo Laakkonen (fi) | 19 919  | 2,81%  |
| 4  | Pekka Suominen               | 110 429 | 2,59%  |
| 5  | Osku Pekka Siivonen          | 104 179 | 2,44%  |
| 6  | Kaisa Marketta Kirmo         | 104 021 | 2,44%  |
| 7  | Tiina Sini-Maria Suominen    | 100 856 | 2,37%  |
| 8  | Kaija Leena Keskiaho         | 84 716  | 1,99%  |
| 9  | Mika Tapani Mustakallio      | 83 270  | 1,95%  |
| 10 | Anna RiittaSärkijärvi        | 82 489  | 1,93%  |